# Первая лига Чемпионата России по хоккею с шайбой
Первая лига чемпионата России — третья хоккейная лига  хоккейная лига России. Просуществовала с 1992 по 2010 год, а затем, в связи с реформированием системы российского хоккея, была заменена на Первенство России по хоккею с шайбой среди клубных команд.

## История
- Первая лига России по хоккею с шайбой 1992/1993
- Первая лига России по хоккею с шайбой 1993/1994
- Первая лига России по хоккею с шайбой 1994/1995
- Первая лига России по хоккею с шайбой 1995/1996
- Первая лига России по хоккею с шайбой 1996/1997
- Первая лига России по хоккею с шайбой 1997/1998
- Первая лига России по хоккею с шайбой 1998/1999
- Первая лига России по хоккею с шайбой 1999/2000
- Первая лига России по хоккею с шайбой 2000/2001
- Первая лига России по хоккею с шайбой 2001/2002
- Первая лига России по хоккею с шайбой 2002/2003
- Первая лига России по хоккею с шайбой 2003/2004
- Первая лига России по хоккею с шайбой 2004/2005
- Первая лига России по хоккею с шайбой 2005/2006
- Первая лига России по хоккею с шайбой 2006/2007
- Первая лига России по хоккею с шайбой 2007/2008
- Первая лига России по хоккею с шайбой 2008/2009
- Первая лига России по хоккею с шайбой 2009/2010